# Cil cellulaire
Pour les articles homonymes, voir Cil.

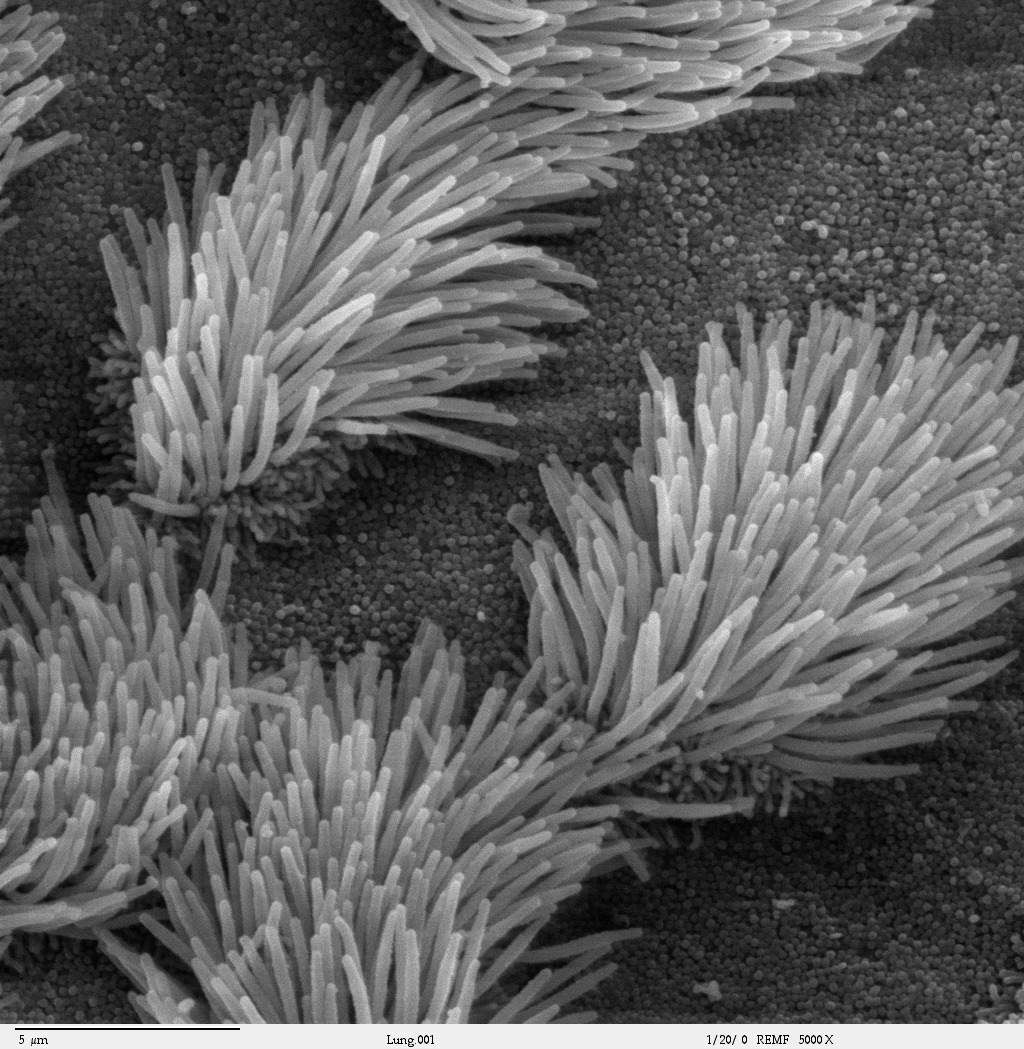
Cils vibratiles d'un épithélium respiratoire.

Section d'un axonème « 9 + 2 »
1-A. et 1-B. dimère de tubuline. 2. paire centrale de microtubules. 3. Bras de dynéine. 4. Rayon. 5. Nexine. 6. Membrane plasmique.

En biologie cellulaire, les cils cellulaires sont des extensions du cytoplasme que l'on retrouve dans presque tous les types cellulaires eucaryotes. Ces cils s'observent notamment dans certains tissus épithéliaux, organisés en rangées au pôle apical de la cellule, on parle alors de spécialisation apicale. Ces cils sont plus courts que les flagelles. On distingue les cils primaires (qui possèdent une fonction sensorielle) et les cils vibratiles. Il existe également des cils nodaux que l'on retrouve au stade embryonnaire, impliqués dans l'arrangement des futurs organes. Les maladies génétiques qui affectent les cilia sont dites ciliopathies.

## Structure
Les cils des cellules eucaryotes sont des structures formées de microtubules. Ce sont des organites anciens que l'on retrouve déjà chez certains protistes unicellulaires (Chlamydomonas, Tetrahymena, Paramecium, etc.) et qui sont également présents chez des organismes multicellulaires plus complexes, et notamment chez l'être humain.
Les cils cellulaires ont une taille d’environ 7 à 10 μm de long pour un diamètre de 0,2 μm. Leur structure varie selon leur type : on distingue des cils vibratiles ou « motiles » de cils dits « primaires ». Les cils vibratiles se retrouvent au niveau des cellules épithéliales ciliées en grand nombre et alignées en rangées tandis que les cils primaires sont (presque toujours) solitaires et immobiles. La structure interne du cil contient un axonème, structure composée de microtubules arrangés en doublets (paire de microtubules) de manière circulaire.
Le cil vibratile est construit autour d’un complexe central cylindrique, l’axonème, qui est constitué d’une paire centrale de microtubules et de neuf autres en doublet espacés autour de lui (structure axonémale dite en « 9 + 2 ») pour le cil vibratile. Le cil primaire a un axonème plutôt 9 + 0 puisqu'il ne contient pas de doublet de microtubule central.
L'axonème en « 9 + 2 », présent chez les cils vibratiles, dérive d'un centre organisateur des microtubules (COMT, ou MTOC en anglais) situé au pôle apical de la cellule appelé le corps basal. En revanche, le cil primaire, d'axonème en « 9 + 0 » dérive directement d'un centriole parent. L'apparition d'un cil primaire se fait chez les cellules différenciées en phase de quiescence, caractérisée par la migration du centrosome en périphérie de la cellule et son ancrage à la membrane cytoplasmique, donnant par la suite naissance au cil primaire.
Les cils et les flagelles sont actuellement considérés comme des structures semblables (les deux dénominations étant utilisées de façon plus ou moins interchangeable), même si certains auteurs persistent à les différencier. La différence entre le cil et la flagelle, outre quelques variations structurales, réside notamment dans la taille et dans le type de mouvement associé.
Le cil nodal a un axonème en « 9 + 0 » mais se distingue du cil primaire par sa mobilité et la présence de protéines motrices associées (dynéine ou kinésine). Ces cils sont présents au niveau du nœud primitif que l'on retrouve au niveau du disque embryonnaire didermique (ou bilaminaire), d'où leur nom de cil nodal. Les cils nodaux sont impliqués dans la formation d'une asymétrie gauche-droite des organes internes par un mouvement horaire (sens des aiguilles d'une montre) lors de la gastrulation. Ce mouvement est observé au niveau de la surface ventrale du disque embryonnaire didermique. L'absence du doublet de microtubule central permet le mouvement rotatoire et génère un flux « nodal », détecté par des récepteurs sensoriels du côté gauche du corps, qui ouvre une voie de signalisation permettant la différenciation par rapport au côté droit de l'embryon. Dans le cas où ces cils nodaux sont dysfonctionnels ou absents, le flux nodal ne peut avoir lieu et résulte en un placement aléatoire des organes internes. Par conséquent, une dyskinésie des cils nodaux résulte généralement en un situs inversus, une condition où la position du cœur et des organes abdominaux est inversée.

## Fonctionnement des cils vibratiles
Les cils vibratiles sont animés de deux types de mouvements : le battement de poussée (le cil se plie) et le battement de récupération (il revient à sa position initiale). Le mécanisme est une interaction entre la dynéine et la tubuline. D’autres protéines interviennent, comme la tektine (qui se loge dans les sillons des doublets) et la nexine (une protéine élastique qui relient les doublets entre eux).
Chaque doublet de microtubule est constitué d'un microtubule A, complet (13 protofilaments), et d'un microtubule B incomplet (10 à 12 protofilaments). Les doublets de microtubules adjacents sont reliés par des bras de dynéine. Grâce à l’hydrolyse d’ATP, ces bras se fixent sur le doublet voisin et y migrent. Les doublets étant fixés à la base du cil et étant reliés les uns aux autres par des filaments élastiques de nexine, ils ne peuvent pas coulisser, et le cil ne peut que se plier et générer un mouvement de battement (battement de poussée et de récupération). À la fin du mouvement, les dynéines arrêtent leur migration, et le cil reprend alors sa place.
Le doublet central de microtubule ne contient pas de dynéine ni de ponts de nexine mais est recouvert d'une gaine centrale de projections. Cette gaine projette des « rayons » sur chaque doublet de microtubule périphérique. L'axonème « 9+2 » des cils vibratiles dérive du corpuscule basal. Le corpuscule basal est un centriole modifié fonctionnant comme un centre organisateur de microtubules (COMT ou MTOC), consistant en 9 triplets de microtubules arrangés en anneau. Chaque triplet contient un microtubule A, B et C. Les microtubules de l'axonème ciliaire (les microtubules A et B) sont en continuité avec deux microtubules (A et B) du corpuscule basal. Le troisième microtubule C est incomplet et s'étend jusqu'à la zone de transition entre le corpuscule basal et l'axonème ciliaire. Bien que le corpuscule basal ne contienne pas de triplet central, l'axonème central tire son doublet central de la zone de transition.

## Rôle
Pour les organismes les plus simples, les cils/flagelles sont nécessaires à leur mouvement, ou à une agitation du milieu extérieur (principalement aqueux) afin de faciliter la recherche de substances ou d'organismes nutritifs.
Chez les mammifères, il existe deux catégories principales de cils : les cils primaires et les cils motiles.

### Cils primaires
Les cils primaires sont présents à la surface de la quasi-totalité des cellules différenciées de l'organisme, à l'exception des hépatocytes et de certaines cellules des lignées lymphoïdes et myéloïdes. Chaque cellule ne comporte qu'un cil primaire, formé à partir du centriole père du centrosome. Celui-ci fonctionne comme une sorte d'antenne pour la cellule qui peut capter les signaux venant de l'extérieur et moduler certaines voies de signalisation. Un dysfonctionnement de ces cils peut être à l'origine de nombreux problèmes de développement regroupés sous le terme « ciliopathies ».

### Cils motiles
Les cils motiles sont présents, chez l'homme, en trois localisations précises où ils vont mettre en mouvement des fluides. Les cellules possédant des cils motiles sont des cellules multiciliées :
- les cellules ciliées de l'épendyme (qui tapissent les ventricules cérébraux) permettent le mouvement du liquide cérébro-spinal ;
- les cils de la trachée et des bronches font remonter le mucus ;
- les cils des trompes de Fallope permettent le mouvement des ovocytes.

On peut associer à ces trois types cellulaires les spermatozoïdes qui utilisent leur flagelle (unique) pour se déplacer.
Au niveau de l'épithélium des voies respiratoires, notamment de la trachée et des bronches, les cils permettent l'élaboration d'un « escalator muco-cilié ». Le battement des cils de la trachée permet la remontée du mucus vers la glotte, où il est par la suite mélangé à la salive et avalé ou éventuellement recraché. Cet escalator muco-cilié joue un rôle d'immunité innée en constituant une barrière physique contre l'entrée d'agents infectieux. Les agents pathogènes piégés dans le mucus sont évacués grâce à l'action des cils présents au niveau de la surface apicale (et donc en contact avec l'espace luminal).
La nicotine paralyse les cils des cellules ciliées de l'épithélium trachéen ; néanmoins, chez les fumeurs, ces cils se remettent à battre durant la nuit et les impuretés remontent alors ensemble à la gorge, provoquant une toux au réveil des fumeurs[réf. nécessaire].

## Localisation
- Cils primaires : la plupart des cellules de l'organisme (cellules épithéliales de la rétine, des voies respiratoires ou de l'intestin, cellules du rein et du foie, neurones).
- Cils vibratiles : chez certaines algues unicellulaires ainsi que d'autres protozoaires comme les Ciliés, les Paramécies en possèdent et leur permettent de se déplacer ; l'épithélium respiratoire, le tractus génital féminin, etc.

## Pathologie
- Syndrome de Kartagener.
- Ciliopathies